# هاتس

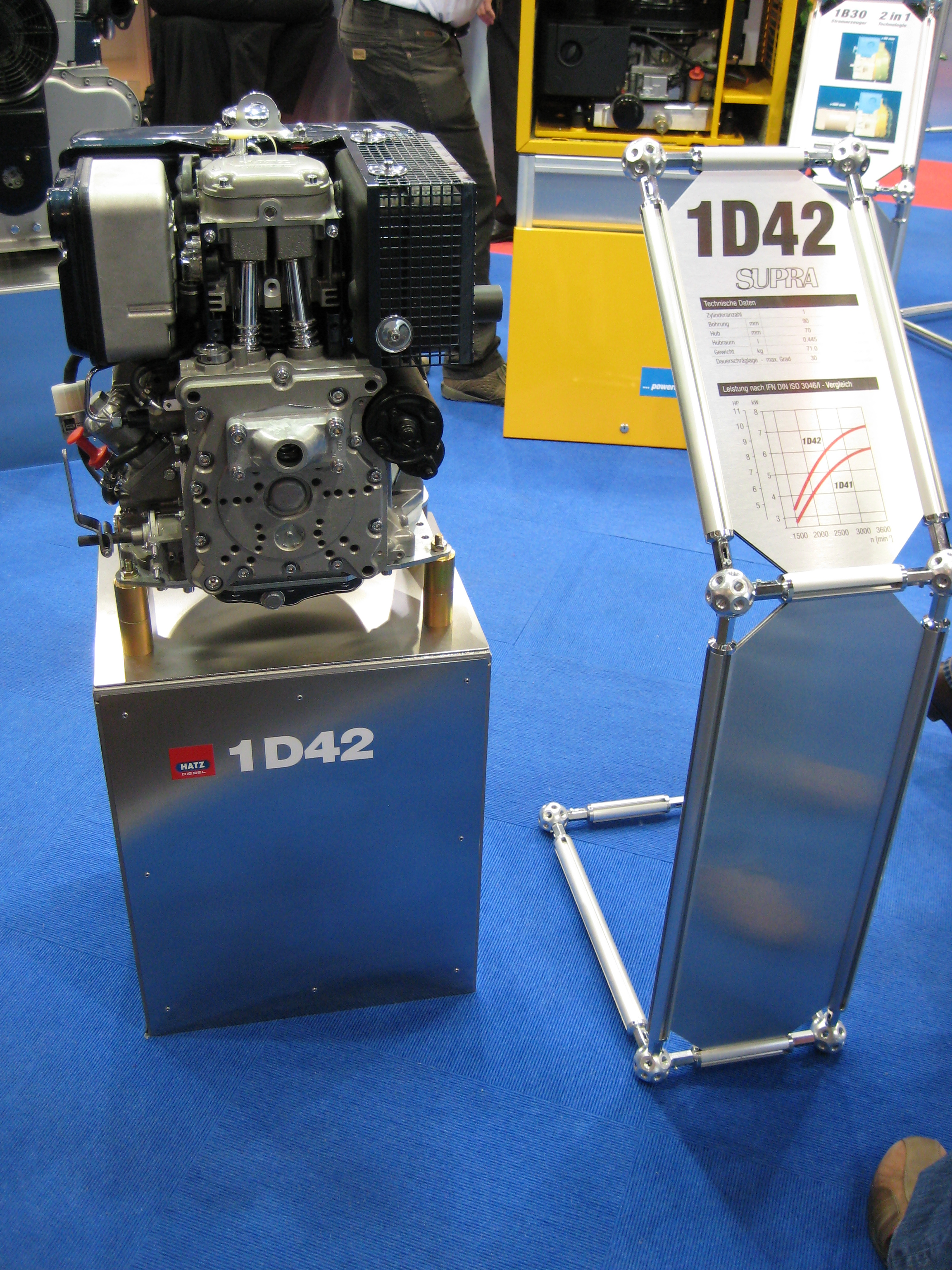
1D42

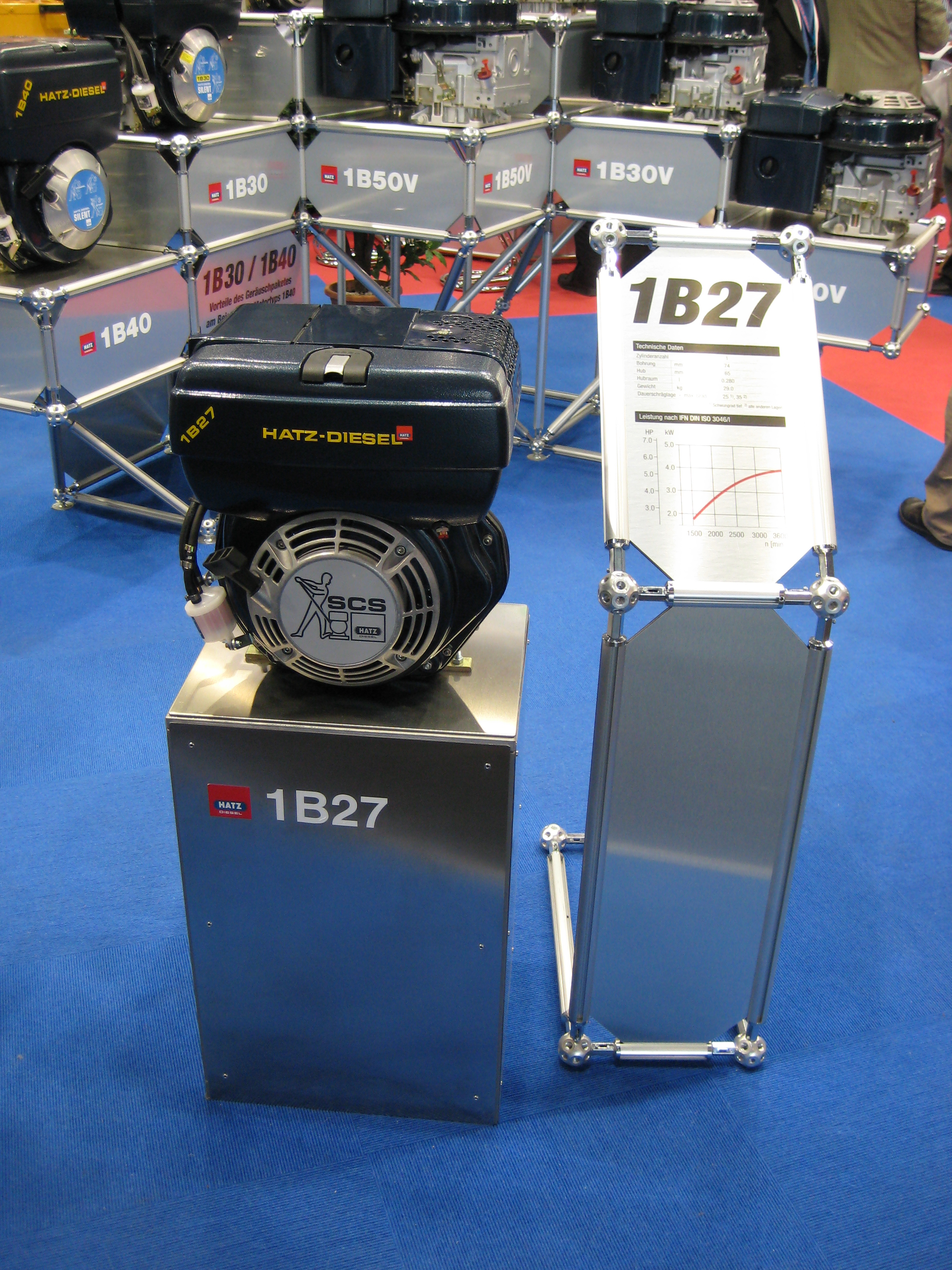
1B27

 موتورِن‌فابریک هاتس یک تولیدکننده آلمانی موتورهای دیزل است که در روستورف ان در روت، باواریای سفلی، آلمان واقع شده‌است. هاتس به‌ویژه برای موتورهای کوچک، سبک و قدرتمند خود، که به‌طور عمده در انواع ماشین‌آلات ساخت‌وساز کوچک، ژنراتورها یا پمپ‌ها استفاده می‌شوند؛ شناخته شده‌است.